# Портленд (трасса)
Международная гоночная трасса Портленд (англ. Portland International Raceway) — гоночная трасса, расположенная в Портленде, штат Орегон, США. Построена в 1961 году. Трасса известна тем, что на ней проводится Гран-при Портленда для гонок IndyCar Series и её серий поддержки.

## История
Трасса построена на месте бывшего города Ванпорт, который был разрушен наводнением в 1948 году, а от города остались только заасфальтированные улицы. В 1960 году территория была продана Портленду, а в 1961 году по улицам бывшего города стали проходить гонки «кубка роз», как часть многодневного портлендского фестиваля роз. В 1965 году впервые на трассе прошли драг-гонки.
К 1970-м годам старые асфальтовые покрытия Ванпорта стали разрушаться, трасса становилась всё более опасной, и многочисленные гоночные организации стали запрещать проводить гонки. Поэтому организаторы фестиваля заняли значительную сумму денег для создания полноценной гоночной трассы — были созданы барьеры, заново проложено асфальтовое покрытие. В 1972 году году на новой трассе прошли гонки серии Trans-Am, в 1978 году на трассу впервые приехал чемпионат IMSA GT, а в 1984 году впервые прошли гонки Champ Car.
В 2008 году трасса была реконструирована. В 2018 году на трассу вернулся Гран-при Портленда IndyCar Series, в 2022 году прошёл этап NASCAR Xfinity Series Pacific Office Automation 147. В 2023 году на трассе был проведён этап Формулы E еПри Портленда.

## Рекорды круга
| Конфигурация «Гран-при»: 1,967 миль (2008—н.в.) | Конфигурация «Гран-при»: 1,967 миль (2008—н.в.) | Конфигурация «Гран-при»: 1,967 миль (2008—н.в.) | Конфигурация «Гран-при»: 1,967 миль (2008—н.в.) |
| Чемпионат                                       | Время                                           | Гонщик                                          | Год                                             |
| ----------------------------------------------- | ----------------------------------------------- | ----------------------------------------------- | ----------------------------------------------- |
| IndyCar Series                                  | 0:58,7403 (Гонка)                               | Карлос Муньос                                   | 2018                                            |
| IndyCar Series                                  | 0:57,2143 (Квалификация)                        | Уилл Пауэр                                      | 2018                                            |
| Конфигурация «Гран-при»: 1,944 миль (1992—2007) |                                                 |                                                 |                                                 |
| Champ Car                                       | 0:59,259 (Гонка)                                | Уилл Пауэр                                      | 2006                                            |
| Champ Car                                       | 0:57,597 (Квалификация)                         | Джастин Уилсон                                  | 2005                                            |
| Конфигурация «Гран-при»: 1,922 миль (1984—1991) |                                                 |                                                 |                                                 |
| Champ Car                                       | 0:56,497 (Квалификация)                         | Эмерсон Фиттипальди                             | 1991                                            |
| Источник:                                       |                                                 |                                                 |                                                 |